# Thinolestris obscura
Thinolestris obscura är en tvåvingeart som beskrevs av Patrick Grootaert och Henk J.G. Meuffels 1988. Thinolestris obscura ingår i släktet Thinolestris och familjen styltflugor. Inga underarter finns listade i Catalogue of Life.